# Operation and Maintenance Center
L'OMC ou Operation and Maintenance Center est un élément de base d'un réseau de téléphonie mobile GSM ou UMTS. Son rôle est d'assurer la gestion de plusieurs BSC et BTS (Node B dans les réseaux 3G et eNode B dans les réseaux 4G LTE).
Il contient des informations diverses sur le réseau mobile :
- reflet des paramétrages utilisés sur le réseau ;
- compteurs et statistiques, par exemple le nombre de communications ayant coupées par jour sur une cellule.

L'OMC permet à l'opérateur de connaître les points faibles de son réseau, de les analyser et de les corriger.